# Rangiroa
Rangiroa is een atol dat onderdeel is van de Tuamotueilanden in Frans-Polynesië. Het dichtst bijzijnde atol is Tikehau, dat 12 km westelijker ligt. Rangiroa ligt 355 km van Tahiti. Rangiroa is een bestuurlijke entiteit (gemeente) waartoe drie andere eilanden behoren: Tikehau, Mataiva en Makatea. Rangiroa is het grootste atol van de Tuamotueilanden en het op een na grootste atol ter wereld. Kwajalein, onderdeel van de Marshalleilanden is het grootste.

## Geografie
Het atol Rangiroa bestaat uit ongeveer 415 kleine eilanden, die motu's worden genoemd, met een totale landoppervlakte van 170 km². Er zijn ongeveer honderd smalle openingen in de ring van het atol. Het atol heeft een omtrek van 200 km en heeft de vorm van een afgeplatte ellips met een lengte van 80 km, de breedte varieert tussen de 5 en 32 km. Het land is 300 tot 500 m breed. De lagune is maximaal 35 m diep en heeft een oppervlakte van 1446 km².
Slechts twee eilanden in het noorden van het atol zijn permanent bewoond. Er wonen ongeveer 2700 mensen verspreid over drie dorpen. De hoofdplaats is Avatoru (817 inw.), gelegen in het noordwesten. Het grootste dorp is het 10 km oostelijker gelegen Tiputa, met 971 inwoners (in 2017).
Rangiroa heeft een bijzonder rijke onderwaterwereld. Het water van de lagune is helder en kleurt blauw. Deze trekt veel duiktoeristen. Verspreid over het hele eiland liggen locaties die geliefd zijn bij sportduikers.

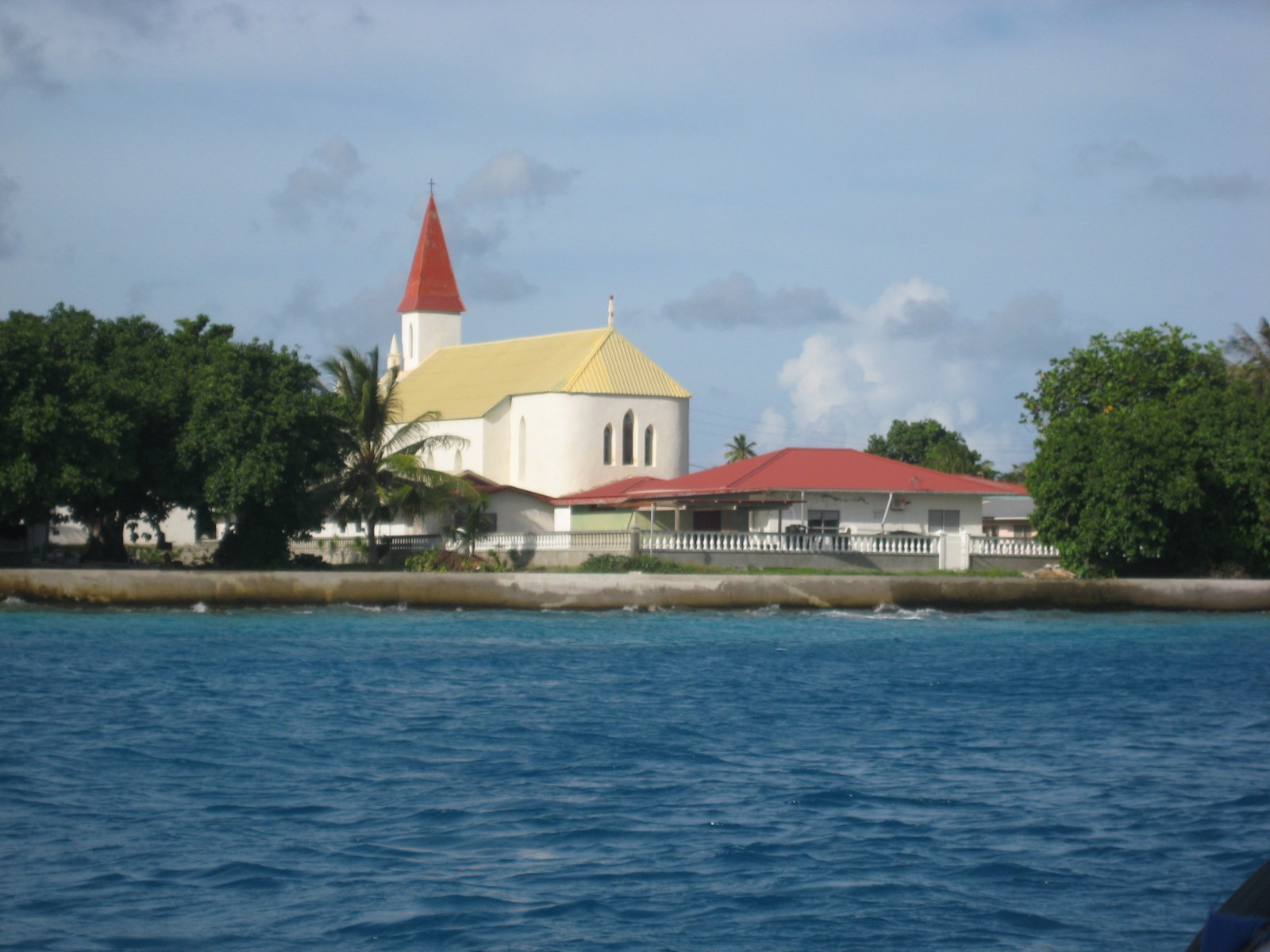
Kerkje van Tiputa
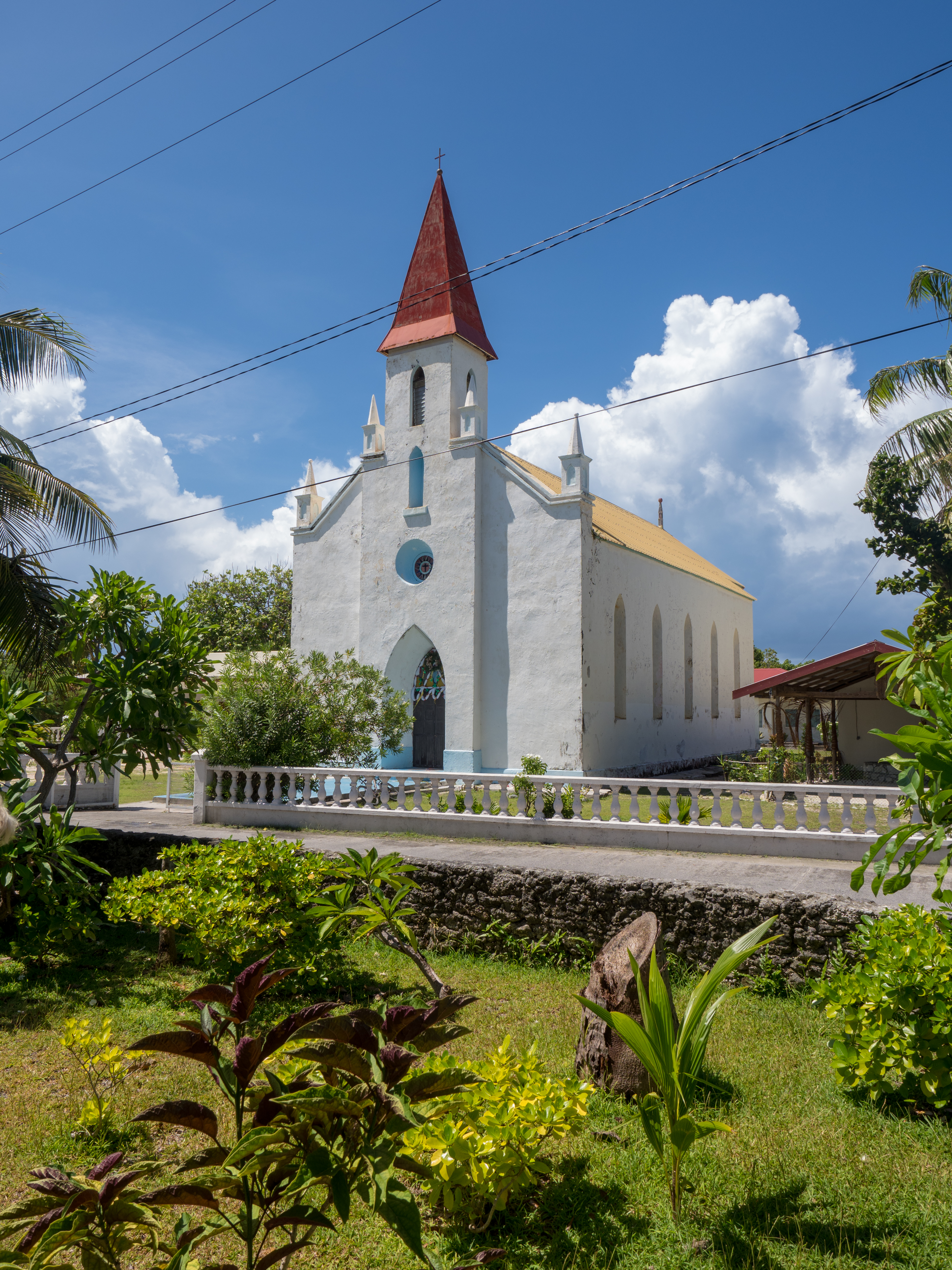
Kerkje op Rangiroa

## Geschiedenis
Uit archeologisch onderzoek blijkt dat in de 10e eeuw de eerste Polynesiërs zich op Rangiroa vestigden. De eerste Europeanen die het eiland documenteerden waren de Hollandse ontdekkingsreizigers Jacob le Maire en Willem Schouten die dit op 18 april 1616 in hun journaal vermeldden als Vlieghen Eyland. Daarna volgden meer zeevaarders. De Amerikaanse marine-officier Charles Wilkes bezocht het eiland in september 1839. De Fransen namen het eiland in 1851 in bezit.

## Economie

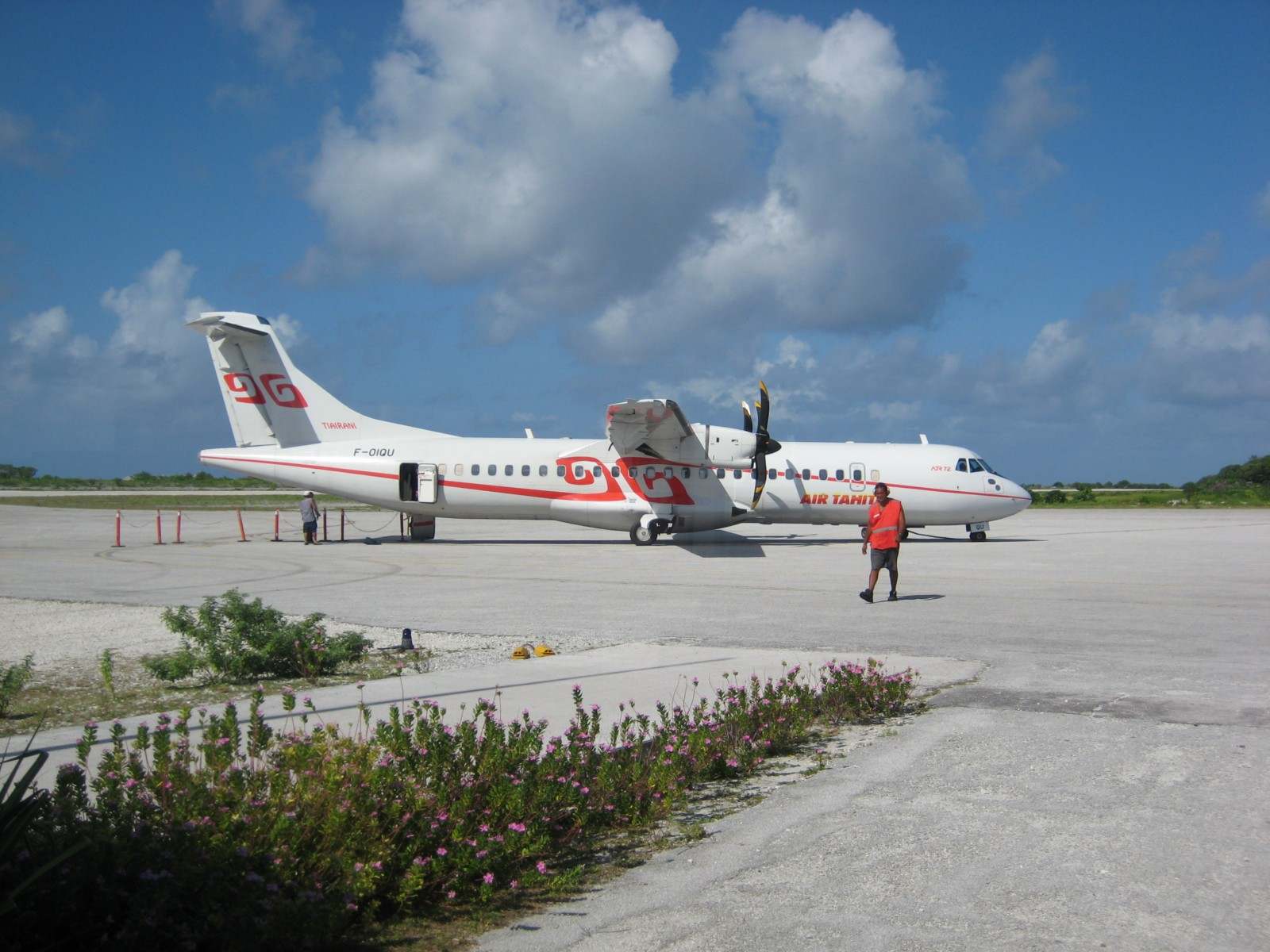
Het vliegveld van Rangiroa.
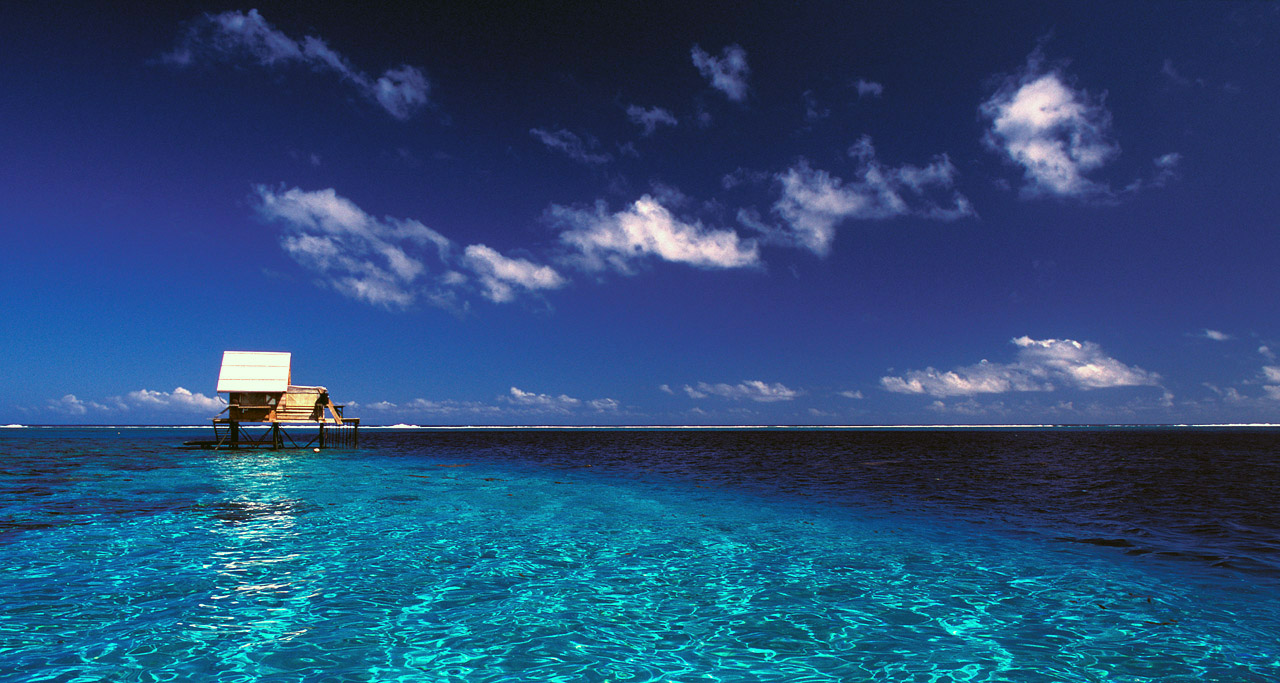
Een parelkwekerij binnen de lagune.
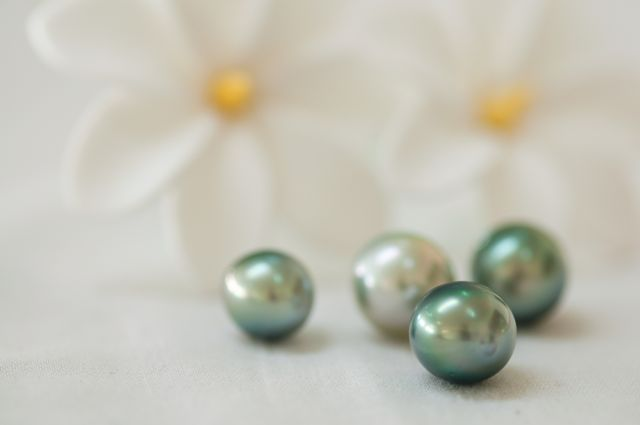
"Zwarte parels" van Rangiroa.

### Toerisme
Tot in de jaren 1950 waren visserij en de productie van kopra de voornaamste economische activiteiten op het eiland. In 1965 kreeg het eiland een start- en landingsbaan, waarna het toerisme zich kon ontwikkelen. Volgens cijfers uit 2019 is het gemiddeld aantal vluchten vanaf de luchthaven 2300 en worden jaarlijks 80.000 passagiers vervoerd. Verder werden persions en hotels gebouwd en andere voorzieningen aangelegd voor duiktoerisme. Bij de opening in het atol bij het dorp Tiputa verzamelen zich, bij een sterke inkomende stroming, groepen van 200 haaien. Deze haaien kunnen door duikers worden geobserveerd. Soms zijn er tijgerhaaien en hamerhaaien, verder de napoleonvis en diverse soorten roggen waaronder stekelroggen en de reuzenmanta.
De lagune van Rangiroa, het op een na grootste atol van de Tuamotu-archipel in Frans-Polynesië, is een erkende bestemming voor duikers vanwege zijn uitgebreide onderwaterwereld en diversiteit aan zeedieren. De grootte van de lagune en het heldere, warme water van de Stille Oceaan bieden ideale omstandigheden voor het verkennen van de onderwaterflora en -fauna, waardoor Rangiroa een belangrijk punt is voor duikactiviteiten.

### Parelkwekerij
De kweek van pareloesters, speciaal zwart-lippareloesters (Pinctada margaritifera) die de "zwarte parels" leveren. Dit zijn parels die een groot aantal verschillende kleuren hebben, variërend  van helder wit tot donker in allerlei schakeringen grijs en blauw. De techniek om deze pareloesters te kweken en parel te laten maken, is ontwikkeld in Japan en wordt ook toegepast in Frans-Polynesië. In de parelmoerlaag van de schelp wordt een kraaltje parelmoer en een stukje levend weefsel van een andere schelp ingebracht. Hieromheen moet zich een parel ontwikkelen. De ontwikkeling tot een volledig ronde parel duurt twee jaar en lukt maar bij ongeveer 20 procent van de behandelde oesterparels. Er zijn meer dan 30 atollen met parelkwekerijen. Op Rangiroa zijn een paar kwekerijen die daarvoor ongeveer 4 km² van de lagune in gebruik hebben. Op Rangiroa zijn 50 autochtonen in dienst van de parelkwekerijen en er bevindt zich een onderzoekcentrum.

### Wijnbouw
Daarnaast is er visserij waarvan de opbrengst naar Tahiti wordt geëxporteerd. Daarnaast worden sinds 1992 bij het dorp Avatoru druiven geteeld voor de productie van wijn. Dertig verschillende druivenrassen uit verschillende delen van Europa werden daarvoor geïmporteerd en getest. Gekozen werd voor de rasen Carignan, Italia en Muscat Noir. De wijngaarden liggen bij plantages van kokospalmen en de druiven worden per boot vervoerd naar een professionele wijnmakerij in Avatoru. De naam van het wijngoed is Domaine Dominique Auroy

## De watervoorziening
Op atollen ontbreekt stromend zoet water. Ieder huishouden moet zorgen voor de opvang van regenwater in opvangtanks. In de ondergrond bevinden zich wel lensvormige lagen met zoet water, maar die verzilten snel als er te veel water wordt opgepompt. Bovendien is grondwater soms vervuild door het storten van afval.

## Ecologie

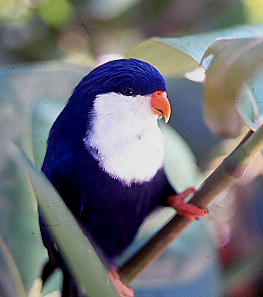
saffierlori (Vini peruviana)

Naast de grote rijkdom aan vissoorten, zijn de nauwelijks bewoonde motu's rijk aan vogels. Op het eiland komen 52 vogelsoorten voor waaronder 13 soorten van de Rode Lijst van de IUCN waaronder het witkeelstormvogeltje (Nesofregetta fuliginosa) en de endemische tuamotustrandloper (Prosobonia parvirostris), Tahitiaanse muskaatduif (Ducula aurorae), saffierlori (Vini peruviana) en tuamotukarekiet (Acrocephalus atyphus).

## De gemeente Rangiroa
Bestuurlijk vallen de volgende atollen onder deze gemeente:
- Rangiroa ( 79 km²).
- Tikehau  (20 km²)
- Mataiva (16 km² )
- Makatea (24 km² )

Totaal aantal inwoners (in 2017): 3 657 	